# Le Grand Horloger
Pour les articles homonymes, voir Grand horloger.
Le Grand Horloger (titre original : The Big Clock) est un roman de l'écrivain américain Kenneth Fearing, publié en 1946.

## Résumé
George Stroud travaille pour un éditeur de magazines new-yorkais qui rappelle Time-Life. Il commence à sortir de façon épisodique avec Pauline Delos, la petite amie de son patron, Earl Janoth. Une nuit, Stroud laisse Pauline au coin de la rue près de son appartement, juste au moment où Janoth rentre d'un voyage. Le lendemain, Pauline est trouvée assassinée dans son appartement. Janoth sait que quelqu'un l'a vu entrer dans l'appartement de Pauline le soir de son meurtre, mais ne sait pas de qui il s'agit. Pour le trouver, Janoth demande à son équipe de retrouver le témoin, et Stroud est désigné responsable de l'enquête.

## Historique
Kenneth Fearing fonde son roman sur le meurtre de l'héritière de brasseries Patricia Burton Bernheimer Lonergan en octobre 1943 à New York ainsi que sur le thriller The Dark Page de Samuel Fuller en 1944. La combinaison de ces deux éléments suggère une intrigue à Kenneth Fearing, qui commence à écrire The Big Clock pendant août 1944, et continue à travailler sur le manuscrit pendant une année. Il épouse l'artiste Nan Lurie en 1945, et une grande partie du roman est rédigé dans son loft sur East 10th Street à New York. Le manuscrit, terminé en octobre 1945, est publié par Harcourt Brace un an après.
Dans son introduction au recueil Kenneth Fearing: Complete Poems (1994), Robert M. Ryley décrit comment s'est passée la publication et ses conséquences :

« Publié pendant l'automne 1946, The Big Clock a rendu Kenneth Fearing temporairement riche. L'un dans l'autre, il a reçu environ 60 000 $ : environ 10 000 $ en royalties et de la vente des droits de republication (y compris une version écourtée dans The American Magazine), et 50 000 $ de la vente des droits cinématographiques à la Paramount. En 1947, Nan gagna 2 000 $ dans un concours artistique, une somme qu'ils rejetèrent comme étant négligeable, mais qu'ils auraient considéré comme une fortune deux ans plus tôt. Mais les succès de Fearing contenaient toujours les germes de la catastrophe. Surestimant son sens des affaires, il avait négocié lui-même son contrat avec Paramount, renonçant de façon permanente et irrévocable à ses droits au cinéma, et abandonnant ses droits à la télévision jusqu'en 1952, où, pour sa rage et sa frustration, il découvrit que Paramount rediffusait tard le soir son film et avait donc accaparé le marché. Un problème plus immédiat était l'alcool. Il dit à son amie Alice Neel (qui avait servi de modèle à Louise Patterson, le peintre excentrique dans The Big Clock) que comme il avait à présent les moyens de commencer à boire dès le matin, il avait du mal à produire le moindre travail. Une fois, il a failli mourir d'une association de scotch et de phénobarbital, et en 1952 il était tellement remué par les avertissements du docteur sur l'état de son foie qu'il est allé en désintoxication. Pour Nan, qui avait essayé pendant des années de lui faire arrêter de boire, cela aurait dû être une raison de se réjouir, mais elle découvrit que sans alcool il n'était plus « enjoué » ni « romantique » et qu'elle ne trouvait plus d'intérêt au mariage. »

## Éditions
Publié par Harcourt Brace, ce thriller est son quatrième roman, suivant trois pour Random House (The Hospital, Dagger of the Mind, Clark Gifford's Body) et cinq recueils de poèmes. En 2002, il a été réédité par Orion Publishing Group dans leur collection Crime Masterworks, et en 2006 par New York Review Books Classics (en).
En français, il a été publié par les éditions Les Nourritures Terrestres en 1947 dans une traduction de Boris Vian. Il a été réédité depuis à Genève chez Edito-Service en 1973 (collection Les Chefs-d'œuvre du roman policier), puis à Paris par les Nouvelles Éditions Oswald en 1980 (collection Le Miroir obscur), et chez Christian Bourgois éditeur en 1988 et 2000 (collection Série B). Dernièrement, les éditions Les Belles Lettres rééditèrent en 2020 le roman dans sa collection "Domaine étranger".

## Adaptations

### Au cinéma
Le roman de Kenneth Fearing a été adapté à plusieurs reprises :
- 1948 : La Grande Horloge (The Big Clock), film américain réalisé par John Farrow, avec Ray Milland, Charles Laughton et Maureen O'Sullivan
- 1976 : Police Python 357, film français réalisé par Alain Corneau, avec Yves Montand et Simone Signoret
- 1987 : Sens unique (No Way Out), film américain réalisé par Roger Donaldson, avec Kevin Costner, Will Patton et Gene Hackman

La version de 1948 est fidèle au roman, tandis que celle de 1987 transpose les évènements sur la scène politique de Washington pendant la guerre froide.
Police Python 357 a pris Le Grand Horloger comme source d'inspiration, mais sans le citer, car Alain Corneau n'avait pas pu en acquérir les droits.

### À la radio
The Big Clock a également été mis sous forme dramatique pour la radio sous le nom Desperate Witness, un épisode de The Zero Hour (en) présenté par Rod Serling pour Mutual Broadcasting System.